# 离花科
离花科（学名：Apodanthaceae），又名无柄花科、风生花科，包含了22至30种的内寄生草本植物，产于热带美洲、非洲东部、澳大利亚西部。本科植物不进行光合作用，是一类全寄生植物，平时以类似菌丝体的形态隐蔽地寄生在宿主的根、茎内，只有开花时花朵才会外露，而其苞叶也只有在此时才会从花序的基座上长出，花在宿主的茎干表面开放，通常密集，因此乍看似宿主“老茎生花”。
本科共有三属：风生花属（Apodanthes）、云生花属（Berlinianche）及豆生花属（Pilostyles）。
本科过去曾归入大花草科之中，但后来发现大花草科是多系群。2009年发表的APG III系统表明本科与其它被子植物的亲缘关系不明，因此地位未定。至2010年的分子系统学研究才证明本科应属于葫芦目，形态上的特征也符合。